# U-Bahnhof Severinstraße

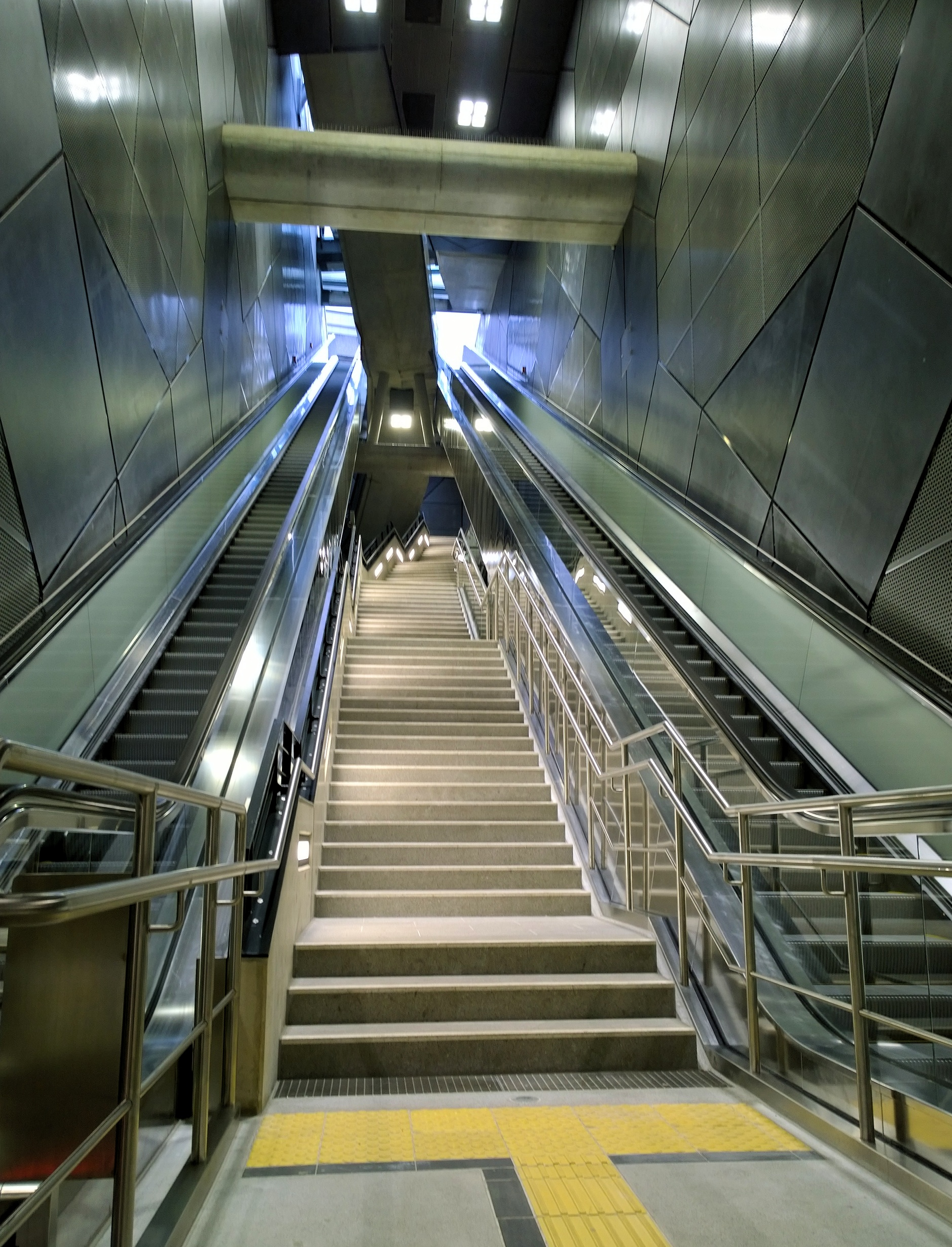
Lange Rolltreppen im U-Bahnhof

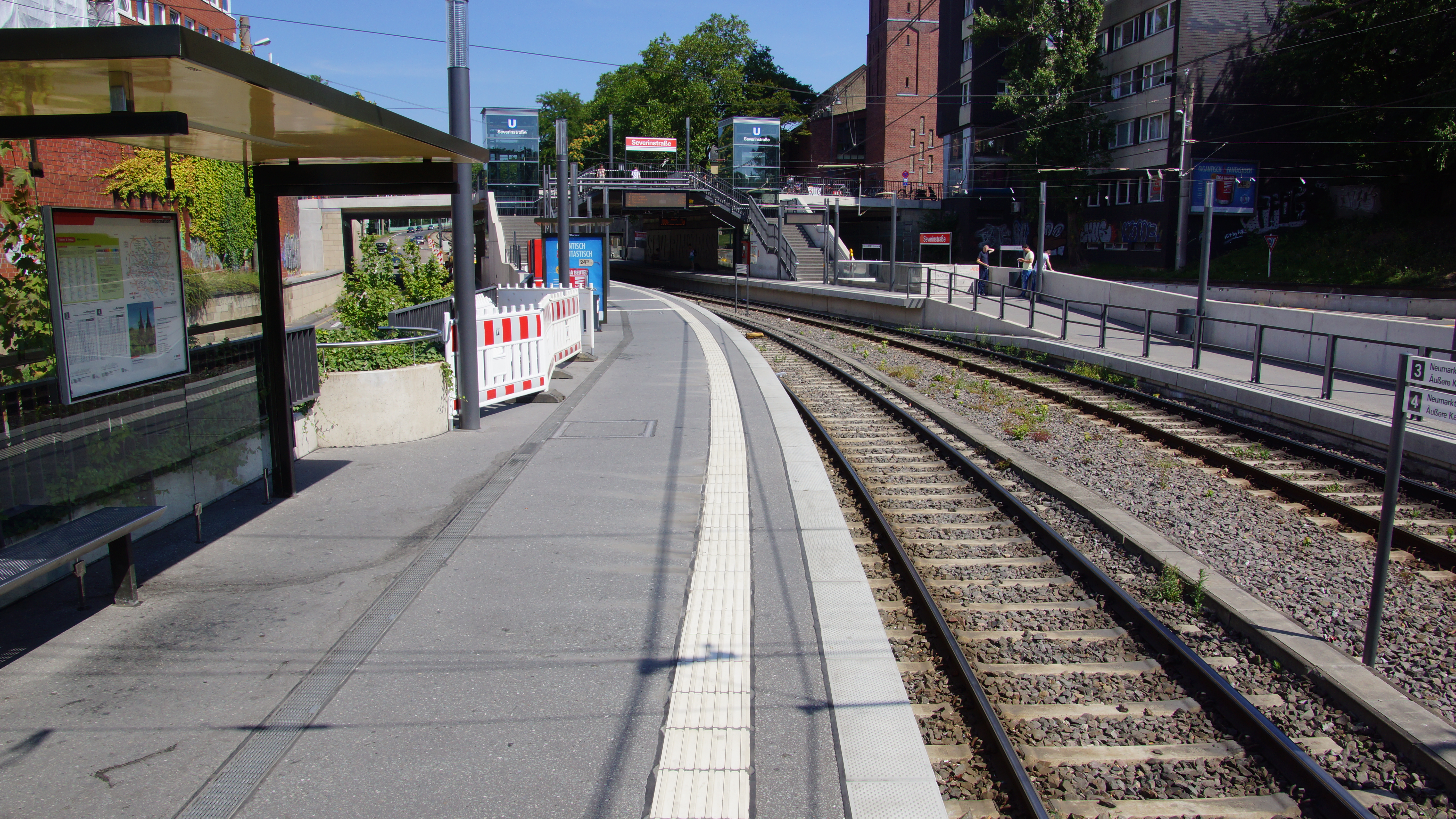
Station mit Hochbahnsteigen, 2015

Der U-Bahnhof Severinstraße ist eine Stadtbahnhaltestelle im Kölner Severinsviertel, in der die Line 17 der Nord-Süd-Stadtbahn mit den über die Severinsbrücke führenden Linien 3 und 4 verknüpft ist. Die Haltestelle ist nach der oberhalb verlaufenden Severinstraße benannt.

## Geschichte

### Bau und Eröffnung
Der an der Oberfläche befindliche Stationsteil wurde zusammen mit der anschließenden Severinsbrücke nach Deutz gebaut und im November 1959 eröffnet. Die Seitenbahnsteige dieser Haltestelle liegen in Straßenmitte und sind über eine Fußgängerbrücke höhenfrei angebunden.
Seit 1980 verläuft die Stadtbahn auf der Brücke und den Zufahrtsrampen auf einem besonderen Bahnkörper.

### Betrieb
Seit der Eröffnung 1959 führten die Linien 4 (Bickendorf – Höhenhaus), 7 (Müngersdorf – Holweide), 9 (Weidenpesch – Vingst), 14 (Sülz – Schlebusch) und G (Neumarkt – Bergisch Gladbach) über die Brücke.
Im Juni 1967 waren es dann die Linien 3 (Bickendorf – Thielenbruch), 4 (Bocklemünd – Höhenhaus), 14 (Sülz – Schlebusch), 17 (Müngersdorf – Holweide) und 18 (Rudolfplatz – Ostheim).
Nach der Liniennetzumgestaltung 1970 führten die Linien 3 (Bocklemünd – Thielenbruch), 4 (Bickendorf – Schlebusch), 9 (Longerich – Königsforst), 15 (Ossendorf – Höhenhaus) über die Severinsbrücke und bedienten die Haltestelle.
1978 waren es noch die Linien 3 (Bocklemünd – Thielenbruch), 4 (Friesenplatz – Schlebusch) und 9 (Chorweiler – Königsforst).
Bis 1994 führte noch die Linie 9 und von 1984 bis 2003 noch die MesseLinie 14 (Dom/Hbf – Koelnmesse) über die Brücke. Seitdem fahren hier noch die Züge der Linien 3 (Mengenich – Thielenbruch) und 4 (Bocklemünd – Schlebusch).

### Umbau des Stationsteils an der Oberfläche
Die alten Niedrigbahnsteige der Haltestelle an der Oberfläche wurden beim Bau der Nord-Süd-Stadtbahn im Juli 2010 abgerissen. Zunächst wurden provisorische Holzhochbahnsteige errichtet, wodurch die Linien 3 und 4 als erste Hochflurlinien ohne Klapptrittstufen auskommen.
Am 23. Januar 2014 wurde der erneuerte Bahnhofsteil an der Oberfläche in Betrieb genommen. Die Station ist jetzt durch zwei Aufzüge und die Hochbahnsteige barrierefrei.

### Neubau des Tunnel-Bahnhofs
Für die Nord-Süd-Stadtbahn wurde eine Tunnel-Haltestelle gebaut, die am 13. Dezember 2015 in Betrieb genommen wurde. Sie ist vorerst Endstation der aus Sürth bzw. Rodenkirchen kommenden Linie 17. Diese wird werktags im 10-Minuten-Takt betrieben und verdichtet die Linie 16 zwischen Schönhauser Straße und Rodenkirchen bzw. Sürth auf einen 5-Minuten-Takt.
Nach der Vollinbetriebnahme der Nord-Süd-Stadtbahn soll die Linie 17 bis Reichenspergerplatz fahren, und langfristig rechtsrheinisch nach Bonn verlängert werden. Nach der Fertigstellung sollen außerdem die Linien 5 (Butzweilerhof – Dom/Hbf – Heumarkt – Chlodwigplatz – Marktstraße) und 16 (Niehl – Breslauer Platz/Hbf – Heumarkt – Chlodwigplatz – Sürth – Wesseling – Bonn) in den Tunnel verlegt werden.
| Linie | Linienverlauf | Takt   |
| ----- | --- | ------ |
| 3     | Thielenbruch – Dellbrück – Holweide – Buchheim – Buchforst – Koelnmesse – Bf. Deutz/Lanxess Arena – U Severinstraße – U Poststraße – U Neumarkt – U Appellhofplatz (Breite Straße) – U Friesenplatz – U Hans-Böckler-Platz/Bahnhof West – U Piusstraße – U Körnerstraße – U Venloer Straße/Gürtel (Bf. Ehrenfeld) – U Leyendeckerstraße – U Rochusplatz – U Akazienweg – Bocklemünd – Mengenich – Görlinger-Zentrum | 10 min |
| 4     | Leverkusen-Schlebusch – Köln-Dünnwald – Höhenhaus – Mülheim Wiener Platz – Koelnmesse – Bf. Deutz/Lanxess Arena – U Severinstraße – U Poststraße – U Neumarkt – U Appellhofplatz (Breite Straße) – U Friesenplatz – U Hans-Böckler-Platz/Bahnhof West – U Piusstraße – U Körnerstraße – U Venloer Straße/Gürtel (Bf. Ehrenfeld) – U Leyendeckerstraße – U Rochusplatz – U Akazienweg – Bocklemünd                   | 10 min |
| 17    | U Severinstraße – Kartäuserhof – U Chlodwigplatz – U Bonner Wall – Rodenkirchen (– Sürth) (nur in der HVZ) | 10 min |